# Jasmin Pal
Jasmin Pal (Innsbruck, 24 augustus 1996) is een Oostenrijks voetbalspeelster. Ze speelt als doelverdediger voor 1. FC Köln in de Bundesliga.

## Clubcarrière
Pal begon in 2003 met voetballen bij SK Wilten.  In haar geboortestad speelde ze ook periodes bij SV Hall, Innsbrucker SK en Innsbrucker AC alvorens ze vanaf 2009 uitkwam voor FC Wacker Innsbruck. Voorafgaand aan het seizoen 2015/16 stapte ze over naar het Duitse BV Cloppenburg. Na een jaartje keerde ze terug bij FC Wacker Innsbruck waar ze vervolgens vier seizoenen voor uitkwam. Ook rondde ze in 2019 haar studie verpleegkunde af. In 2020 kwam ze opnieuw uit in de Duitse Bundesliga, ditmaal voor SC Sand. In januari 2022 scheurde ze haar kruisband waarna een lange revalidatieperiode volgde. Een paar maanden later vertrok ze naar 1. FC Köln, waar ze een contract tekende tot medio 2024. In mei 2024 verlengde ze deze tot 30 juni 2025.

## Statistieken
| Seizoen | Club           | Land      | Competitie        | Wedstrijden | Doelpunten |
| ------- | -------------- | --------- | ----------------- | ----------- | ---------- |
| 2015/16 | BV Cloppenburg | Duitsland | Tweede Bundesliga | 0           | 0          |
| 2016/17 | BV Cloppenburg | Duitsland | Tweede Bundesliga | 0           | 0          |
| 2020/21 | SC Sand        | Duitsland | Bundesliga        | 13          | 0          |
| 2021/22 | SC Sand        | Duitsland | Bundesliga        | 12          | 0          |
| 2022/23 | 1. FC Köln     | Duitsland | Bundesliga        | 6           | 0          |
| 2023/24 | 1. FC Köln     | Duitsland | Bundesliga        | 14          | 0          |
| 2024/25 | 1. FC Köln     | Duitsland | Bundesliga        | 0           | 0          |
| Totaal  | Totaal         | Totaal    | Totaal            | 47          | 0          |

Laatste update: 6 april 2025

## Interlandcarrière
Pal maakte haar debuut voor het Oostenrijkse nationale team op 19 februari 2021 in een interland op Malta tegen Zweden. Pal werd in 2022 door bondscoach Irene Fuhrmann opgenomen in haar selectie voor het EK 2022.